# エリック・シム
エリック・シム（Eric Sim、1989年1月3日 - ）は、カナダの元プロ野球選手（捕手、投手）、YouTuber。大韓民国の釜山広域市出身の韓国系カナダ人で韓国名はシム・ヒョンソク（韓国語：심현석）。愛称はKing of JUCO。

## 経歴

### プロ入り前

#### 韓国時代
1989年、釜山で生まれる。上堂小学校に通っていた時、内向的な性格と太めな体格を心配されて父親の勧めで野球を始める。海雲台マリーンズリトルに所属していた時、偶然試合を見に来たロッテ・ジャイアンツの監督である禹龍得に勧められ捕手を務めるようになった。当時のチームメイトには後にKBOリーグでプレーすることになる鄭義潤や孫庸碩がいる。その後進学した慶尚南道中学校でも野球を続けた。
当時の野球生活について、リトルリーグでは9歳ながら何時間も練習をさせられ、中学進学後は朝少し出席するだけで後は1日中練習する日々だったと振り返っている。

#### カナダ時代
2002年に一家で親戚の住むカナダに移住する。その理由について野球漬けで教育を受けられない状況から抜け出すためだと両親から説明された。最初に定住したバンクーバー近郊には学校で野球をする環境が無かったので「ミッション」というクラブチームに所属した。英語を話すことができず苦労したが、プレーを続けるうちに少しずつチームでコミュニケーションを取れるようになった。実力が評判となり、ブリティッシュコロンビア・プレミア・ベースボール・リーグ（BCPBL）のアボッツフォード・カージナルスから誘いを受けた。ちょうど親戚も住んでいた土地だったので一家でアボッツフォードに移住し、ロバート・ベイトマン・セカンダリー・スクールに通いながら2005年まではジュニアリーグで、それ以降はシニアチームでプレーした。
野球と並行してラグビーをプレーしており適性もあったが、進路が狭かったため高校３年生で野球一本に絞った。
高校卒業後の進路としてブリティッシュコロンビア大学等からの誘いがあったが、メジャーリーグベースボール(MLB)に進むためにはアメリカ合衆国の大学に進む必要があると考えていた。しかし、カナダの郊外までエリックを見に来るスカウトはいなかった。ある日、チームの監督の弟が知り合いであるマット・ディクソンに将来有望な捕手について話をしたところ、カンザス州のコルビー・コミュニティカレッジの監督だった彼がカナダまで視察に訪れ、エリックに野球奨学金の提案を行った。奨学金を提示したのがこの2年制のコミュニティ・カレッジだけだったので受け入れることにした。

#### アメリカ合衆国での学生時代
カナダでの実績から自分の実力に自信を持って入学したが、アメリカ合衆国の野球選手のレベルと体格に驚かされ、1年目は良い結果を残すことができなかった。エリックは奨学金を維持し、チームに残るために練習と肉体改造に励んだ。進級の間である2008年の夏に夏季リーグへの参加を希望して、ウェスタン・メジャー・ベースボール・リーグ（現：ウェスタン・カナディアン・ベースボール・リーグ）のムースジョー・ミラー・エクスプレスに所属し、結果を残し、シーマン・スタジアムで開かれたオールスターゲームにも参加した。最終的にリーグのカナダ選手新人王(Canadian Rookie of the Year)を受賞した。2年目は好成績を残し、本人も野球人生で一番楽しい時間であったと語っていた。夏にはジェイホーク大学リーグに参加して、6本の本塁打を記録し、強肩強打の捕手として活躍し、ベースボール・アメリカにリーグで8番目のプロスペクトと評価された。
2009年に数十校の4年制大学からオファーを受け、訪問した中で自分に合っていると感じたサウスフロリダ大学に奨学金を得て進学した。サウスフロリダ大学では強肩の守備型捕手としてメジャーのスカウトからも注目されるようになり、ドラフト前には25球団から連絡があった。
2010年にMLBドラフト27巡目（全体828位）でサンフランシスコ・ジャイアンツから指名を受けた。韓国系カナダ人としては初めてMLB球団からドラフト指名された選手だった。しかし、最も熱心に連絡を取っていたアトランタ・ブレーブスから8から10巡目で指名すると事前に伝えられていただけに、予想外の順位の低さに失望して契約を迷っていたが、相談したコーチから戻ってもスタメンを確約できないと言われ、また大した学生でも無かったためサインすることを決めた。契約金は15000ドルだった。

### プロ入りとジャイアンツ傘下時代
入団後はルーキー級のアリゾナリーグ（現・アリゾナ・コンプレックス・リーグ）のアリゾナ・ジャイアンツに所属。1年目は捕手の人数が多かったこともあり出場機会に恵まれなかった。シーズン終了後、教育リーグであるアリゾナ・フォールリーグに派遣された。また、有望株としてジャイアンツの本拠地であるAT&Tパーク（現：オラクル・パーク）に招待され、ウィリー・メイズとも交流した。シーズンオフには、地元のクラブチームでコーチを務めながら、野球アカデミーで働いていた。
2011年はアリゾナリーグで43試合に出場し、打率.352、本塁打6本、OPS1.024、盗塁阻止率4割5分と攻守にわたって活躍した。
2012年4月にシングルAのオーガスタ・グリーンジャケッツに昇格したが、攻守で精彩を欠き、ベテランから学ばせることを狙った球団によって3Aのフレズノ・グリズリーズに送られた。そこで練習中にケガをしてしまい、年間を通して22試合のみの出場となった。
2013年はグリーンジャケッツとAアドバンスドのサンノゼ・ジャイアンツで合計80試合に出場し、打率.211に終わった。
2014年は4月にAAのリッチモンド・フライングスクウォーレルズに昇格したが、1か月で降格し、最終的に合計52試合で打率.191と低迷した。同年、打撃に苦しみ上のレベルに到達できずにいた彼に対して、グリーンジャケッツの投手コーチだったスティーブ・クラインは強肩を買って軽い気持ちでブルペンで投げるように提案した。当初は難色を示したが最終的には従ったところ、次のチャールストン・リバードッグスとの試合で登板することになった。人生で初めての登板機会だったのにもかかわらず92mph（約148km/h）を計測（94mph≒151km/hだったという記述も）、投じた17球のうち10球がストライクだった。その後もう1試合に登板し、チームから投手転向を提案された。他に選択肢が無いと考えたエリックは承諾し、秋のアリゾナ教育リーグでも投手として参加した
2015年はAマイナー級のセイラム＝カイザー・ボルケーノズで26試合に登板し、32回を投げて防御率2.53、奪三振32個の成績を残した。オフにジャイアンツからリリースされた。

### 独立リーグ時代
2016年3月にシアトルの野球施設「ドライブライン」で95mph（約153km/h）を計測した投球動画をきっかけに独立リーグのアメリカン・アソシエーションに所属するウィニペグ・ゴールドアイズと契約。7試合で6回を投げて1セーブを挙げるも9個の四球を出す制球難から6週間後に解雇された。その後はドライブラインでトレーニングをしながらシアトルのセミプロでプレーした後、プロとしての人生に限界を感じ引退した。

### 現役引退後
ジャイアンツから奨学金として15000ドルを受け取っていたが、大学に進むことは考えていなかった。カナダに戻り、家族が経営するブリティッシュコロンビア州ダンカン(カナダ)のバーでマネージャー兼バーテンダーとして勤務を始める。将来ソムリエになることを目指し、WSETの1級を取得。2級の取得に向けて勉強を行い、その傍ら、South Side Soxというサイトのライターとして自らの経験を寄稿していた。
長年のマイナー生活で疲弊して野球が嫌いになっていた彼だったが、2019年のある日、気分転換として久しぶりに投球練習を行ってみたところ、球速が77mph （約124km/h）しか出なかった。これに不満を持ちトレーニングを再開すると段々とのめりこんでいった。トレーニング風景や「どの野菜・果物が投げるのに適しているか」といった企画の動画をTwitterやYouTubeで投稿すると、インターネット上で徐々に人気を集めるようになった。
2020年6月に95-or-dieと称して当時87mph（約140km/h）だった球速を95mph（約153km/h）まで上げる挑戦を開始した。その際、ドライブラインのトレーナーであり、現役時代に親交のあったディーン・ジャクソンに相談し、負荷と休息のバランスを調整しながらトレーニングを続けていった。挑戦は器具が揃ったジムではなく、本人が「監獄」と呼ぶコンクリート製の練習施設とグラウンドでのみ行われ、透明性の観点からその過程は全て動画で公開された。開始してから151日目の11月26日に95mphに到達。この企画は多くの反響を呼び、その後も様々な企画を行い、動画クリエイターとしてのキャリアを本格化させた。
2021年にはジャクソンの自宅に近いアリゾナ州スコッツデールに移住した。同年1月に当時ロサンゼルス・ドジャースに所属していたトレバー・バウアーとの対戦動画をYoutubeに投稿し、その後スコッツデールに拠点を置き、バウアーが最高経営責任者を務める映像制作会社モメンタム (Momentum)の所属クリエイターとなる。

## 選手としての特徴
捕手としては強肩を誇ったが打撃力に課題があった。
投手としては平均90~94mph、独立時代に最速97mph（156km/h）を計測した速球を武器とした。

## 人物
マイナーリーグベースボール(MiLB)の選手の待遇に対する批判者として知られる。自らの経験からチャンスがあってもプロ野球選手には二度とならないと語り、その理由として低い給与、不安定な雇用環境、長時間の移動を伴う生活を挙げた。
愛称はKing of JUCOである。短期大学 (Junior College)への入学が選手人生の転換点となった経験から同じキャリアを歩む選手を応援していたところ、ある短期大学出身の選手からこう呼ばれ、いたく気に入ったため自身のSNSのアカウント名やウェブサイトの名称として使用するようになった。
釜山出身なので子供のころは地元のロッテ・ジャイアンツのファンだった。MLBでは朴賛浩が在籍したロサンゼルス・ドジャースに好感を持っていたが、ライバル球団であるジャイアンツに入団したためその思いは消えた。
大学では老年学を専攻していたが、これは学業が苦手（GPAは良くて2.5）で野球に集中したいと運動指導員に相談した結果として適当に選ばれたものである。
マイナー時代、同じく釜山からの移民で、韓国生まれの選手として初めてドラフト指名されたカン・キョンドクを慕っていた。また、後に日本プロ野球でプレーするタイラー・ビーディやエドウィン・エスコバーとはマイナー時代のチームメイトであり、2023年9月に来日した際に再会した。

## 家族
スポーツ一家で、父親のシム・ドンジュは毎週サッカーを楽しみ、カナダ王立軍事学校（RMC）に在籍していた弟のウソク（英名：ジャスティン）はラグビーのブリティッシュコロンビア州代表に選ばれた経験がある。
既婚者で、妻との間に一女がいる。

## エピソード
2014年、2Aに昇格していた頃にチームがガン啓発ナイターを開催した。その試合前、ダグアウト前に並んだ子供たちの中に自分を見つめるアジア系のハーフの少年がいたことに気が付き話しかけた。試合後、少年の両親がチャリティのオークションで自分のユニフォームを購入したので父親と話をすると、妻は韓国人、白血病で闘病中である息子の名前はエリックで自分のファンだと語った。シングルAに降格した後も連絡を取り合い、少ない自分の給料の一部を寄付していた。2017年、エリック少年は白血病を克服した。
2020年の新型コロナウィルスパンデミックによりマイナーリーグの開幕が延期され、選手の処遇が不透明になる中で、マイナーリーガー支援の運動を呼び掛けた。その後、賛同者とともにチポトレ・メキシカン・グリルのギフトカードを送り、支援のためのクラウドファンディング活動を行った。
2023年3月にトレバー・バウアーが横浜DeNAベイスターズと契約した際、開設した日本語版Youtubeチャンネルに日本野球に適応するためにモメンタムのメンバーとバントの練習をする動画を公開した際、練習相手として登場した。なお、それ以降もバウアーの動画に時々登場しているが、その際は発言が関西弁で翻訳されている。
日本では、バウアーのYouTube内での呼び方から「カビゴン」というあだ名が定着しており、本人も自称している。